# Miguel Bustamante
Miguel Cortijo Bustamante (Guayaquil, 17 de febrero de 1940 - 13 de noviembre de 2012) fue un futbolista ecuatoriano. Cortijo jugaba de lateral por izquierda y su primer equipo fue Club Sport Patria de Guayaquil.

## Trayectoria
Se inició siendo muy joven en el CS Patria, llegando a ser integrante de aquel equipo campeón invicto en 1958 del torneo de ASO Guayas y bicampeón en la temporada 1959.
Este gran lateral izquierdo -que también se desempeñaba como cuarto zaguero, con buen dominio de balón y correcta ubicación- poseía fuerza, velocidad y un potente disparo de media distancia.

## En la Selección
El 17 de marzo de 1963, en el Hernando Siles de La Paz, debuta con el combinado nacional, en la Copa América, en la derrota ante Perú por 2 goles a 1. Ingresó en sustitución de Alfonso Quijano, quien luego sería su compañero en Barcelona. Terminó como titular en los otros 3 compromisos de la selección en ese torneo. El combinado nacional, dirigido por Mariano Larraz, jugó así ese 17 de marzo: Pablo Ansaldo (Hugo Mejía); Alfonso Quijano (Miguel Bustamante), Vicente Lecaro, Luciano Macías; Jaime Galarza, José Johnson; Pedro Gando, Jorge Bolaños, Carlos Raffo, Enrique Raymondi (Néstor Azón), Armando Larrea.
Miguel Bustamante fue campeón ASO Guayas en 1955 y campeón nacional en 1966 con Barcelona. En ese 1966, el 28 diciembre, jugó el último de sus 10 partidos con la selección, en Asunción, cuando la Tricolor cayó ante Paraguay por 3-1, integrando otra vez la defensa con Quijano, Lecaro y Macías. La selección alineó con: Helinho; Alfonso Quijano, Vicente Lecaro, Luciano Macías, Miguel Bustamante; Héctor Morales (Portilla), Jorge Bolaños, Polo Carrera (Rodríguez); Washington Muñoz, Félix Lasso, Clímaco Cañarte.
Para 1967 también jugó Copa Libertadores por Barcelona, siendo parte de 11 de los 12 partidos del Ídolo en el torneo. El 5 de marzo de 1967 estuvo en la victoria ante Guaraní por 2 a 1, en el Modelo. Ahí abrió la ruta de la victoria con un impresionante gol de tiro libre. Ese mismo año fue integrante del Barcelona campeón en el último torneo de ASO Guayas. El 21 de julio de 1968, en el Modelo, Barcelona cae ante Liga de Quito por 1-0, con tanto de Rogelio Godoy... esa noche jugaron juntos por última vez los integrantes de la Cortina de Hierro, “King” Quijano, “Ministro de Defensa” Lecaro, “Pollo” Macías y “Cortijo” Bustamante.

## Refuerzo en el Everest
Para la Copa Libertadores de 1963, Bustamante actuó como refuerzo de Everest, en el estadio Modelo, en la victoria de Peñarol por 5 goles a 0. El conjunto everiano alineó con Hugo Mejía; Miguel Bustamante, Jorge Spencer, Carlos Flores; Ramón Vera, José Johnson; Pedro Gando, Bolívar Merizalde, Néstor Azón (Horacio Romero), Carlos Altamirano, José Aquiño.

## Llega a Barcelona
En 1964 fue transferido a Barcelona, debutando oficialmente en Copa Libertadores el 3 mayo, en la derrota en el estadio Modelo ante el Deportivo Italia (de Venezuela) por 1 a 0. Jugó los 4 partidos por los “toreros” en ese torneo, siendo titular en la victoria del 28 de mayo de 1964 en Santiago, por 4-0 sobre Colo Colo. El “Ídolo” del Astillero formó con: Helinho; Miguel Bustamante, Vicente Lecaro, Ruperto Reeves Patterson, Luciano Macías; Mario Zambrano, Nivaldo; Washington Muñoz, Helio Cruz, Ricardo Reyes Cassis, Genisson de Oliveira Geninho.
Por los torneos ASO Guayas debutó por Barcelona el 6 de septiembre de 1964 en la victoria ante 9 de Octubre por 1-0, conquista del brasileño Helio Cruz. La famosa “Cortina de Hierro”, Alfonso Quijano, Vicente Lecaro, Luciano Macías y Miguel Bustamante se juntó por primera vez el 11 de octubre de 1964, en el triunfo 3 a 0 sobre Norte América.
Esa misma defensa “torera” jugó los partidos eliminatorios ante Colombia y Chile entre julio y octubre de 1965, cuando la selección ecuatoriana estuvo cerca de llegar por primera vez a un Mundial.

## Su Paso por Emelec
Entre 1969 y 1971 actuó por el CS Emelec, y se retiró del club después de participar en Copa Libertadores de 1971. 
El 31 de marzo de 1971 se jugó en el Modelo un Clásico del Astillero, partido extra para definir al clasificado del grupo de Copa Libertadores. Los goles de Pedro Álvarez, Juan Manuel Bazurco y Washington Muñoz dieron la victoria por 3-0 a los “canarios”.

## En Guayaquil Sport
Guayaquil Sport, el equipo “chocolatín” lo incorporó para la temporada 1972.

## Regreso a Barcelona
En 1973 vuelve a jugar por Barcelona, actuando en 11 partidos del torneo nacional, jugando su último encuentro el 30 de diciembre de 73 en un Clásico Astillero, con victoria azul por 4 goles a 2.

## Fallecimiento
Falleció el martes 13 de noviembre del 2012

## Clubes
| Club              | País    | Año         |
| ----------------- | ------- | ----------- |
| Club Sport Patria | Ecuador | 1956 - 1963 |
| Barcelona S.C.    | Ecuador | 1964 - 1969 |
| C.S. Emelec       | Ecuador | 1969 - 1973 |
| Guayaquil S.C.    | Ecuador | 1974        |
| Barcelona S.C.    | Ecuador | 1975        |

### Palmarés
| Título                  | Club           | País    | Año  |
| ----------------------- | -------------- | ------- | ---- |
| Campeonato de Guayaquil | C.S. Patria    | Ecuador | 1958 |
| Campeonato de Guayaquil | C.S. Patria    | Ecuador | 1959 |
| Campeonato de Guayaquil | Barcelona S.C. | Ecuador | 1965 |
| Serie A de Ecuador      | Barcelona S.C. | Ecuador | 1966 |
| Campeonato de Guayaquil | Barcelona S.C. | Ecuador | 1967 |
| Serie A de Ecuador      | C.S. Emelec    | Ecuador | 1972 |